# Goldenes Tor der Ekliptik

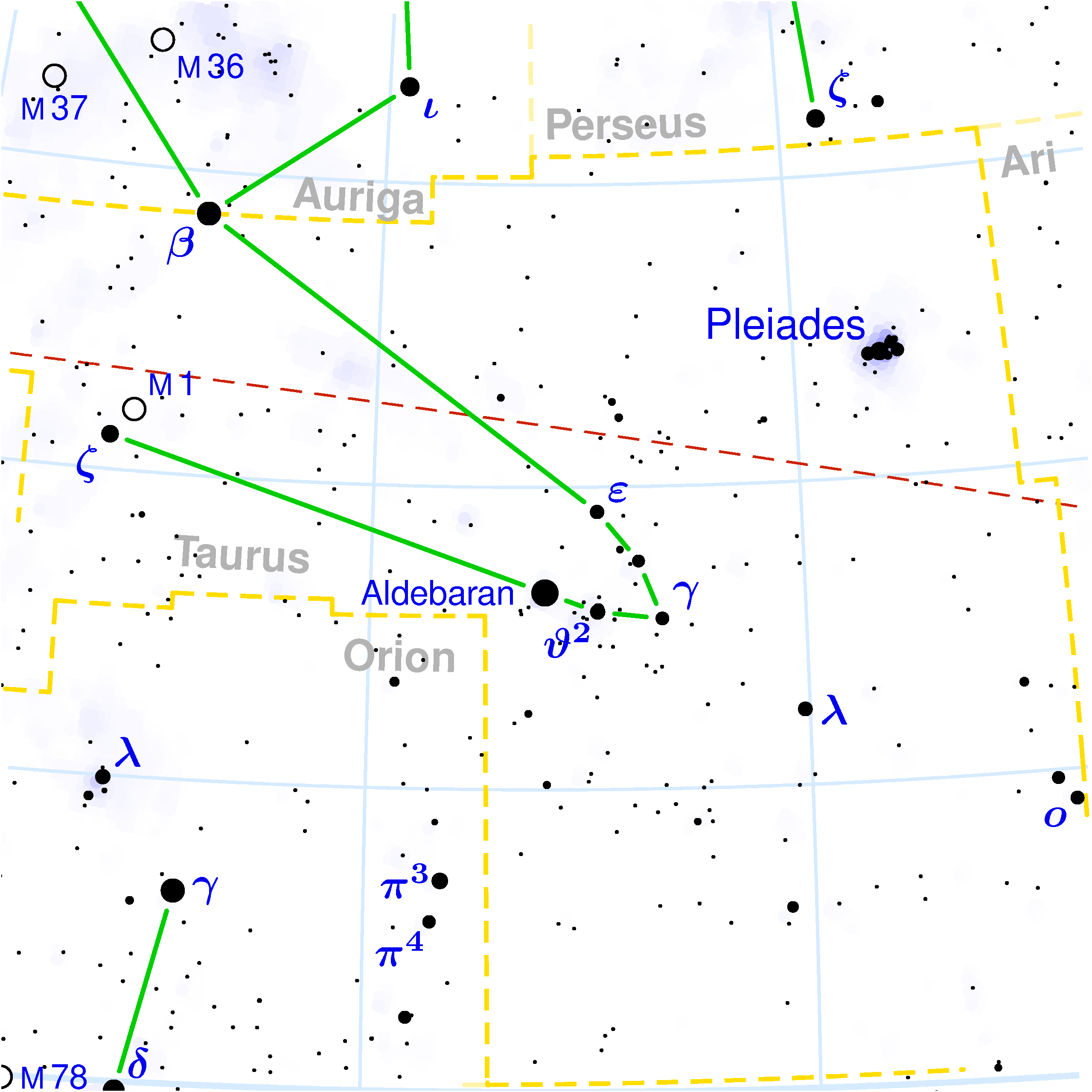
Sternkarte mit den Plejaden (oben rechts) und den Hyaden (Bildmitte, V-förmiger Kopf des Stiers mit Aldebaran, γ Tauri und ε Ain) beiderseits der Ekliptik (der rot gestrichelten Linie)

Das Goldene Tor der Ekliptik ist von alters her ein Asterismus im Sternbild Stier. Die Sternkonstellation wird zu beiden Seiten der Ekliptik, ähnlich der Art eines Tores, durch die zwei markanten offenen Sternhaufen der Plejaden und der Hyaden gebildet.
Entlang der Ekliptik als scheinbare Bahn der Sonne am Himmel wandern neben dieser auch die Planeten regelmäßig durch dieses Tor, da ihre Bahnebenen nur wenig gegen die Bahnebene der Erde geneigt sind. Lediglich die Bahn des Mondes weicht stärker von ihr ab, sodass der Erdbegleiter die Konstellation regelmäßig auch umläuft.

## Historisches
Von etwa 4000 bis 1500 v. Chr. lag auch der Frühlingspunkt während seiner Wanderung entlang der Ekliptik, bedingt durch die Präzession der Erdachse, im Sternbild Stier und verlieh ihm so eine besondere Bedeutung.
Die zirka 4500 Jahre alte Kalksteintafel aus dem neolithischen Tempel von Tal-Qadi auf Malta zeigt in ihren mittleren drei Winkelsegmenten vermutlich das Goldene Tor der Ekliptik.

## Galerie

Das Goldene Tor der Ekliptik
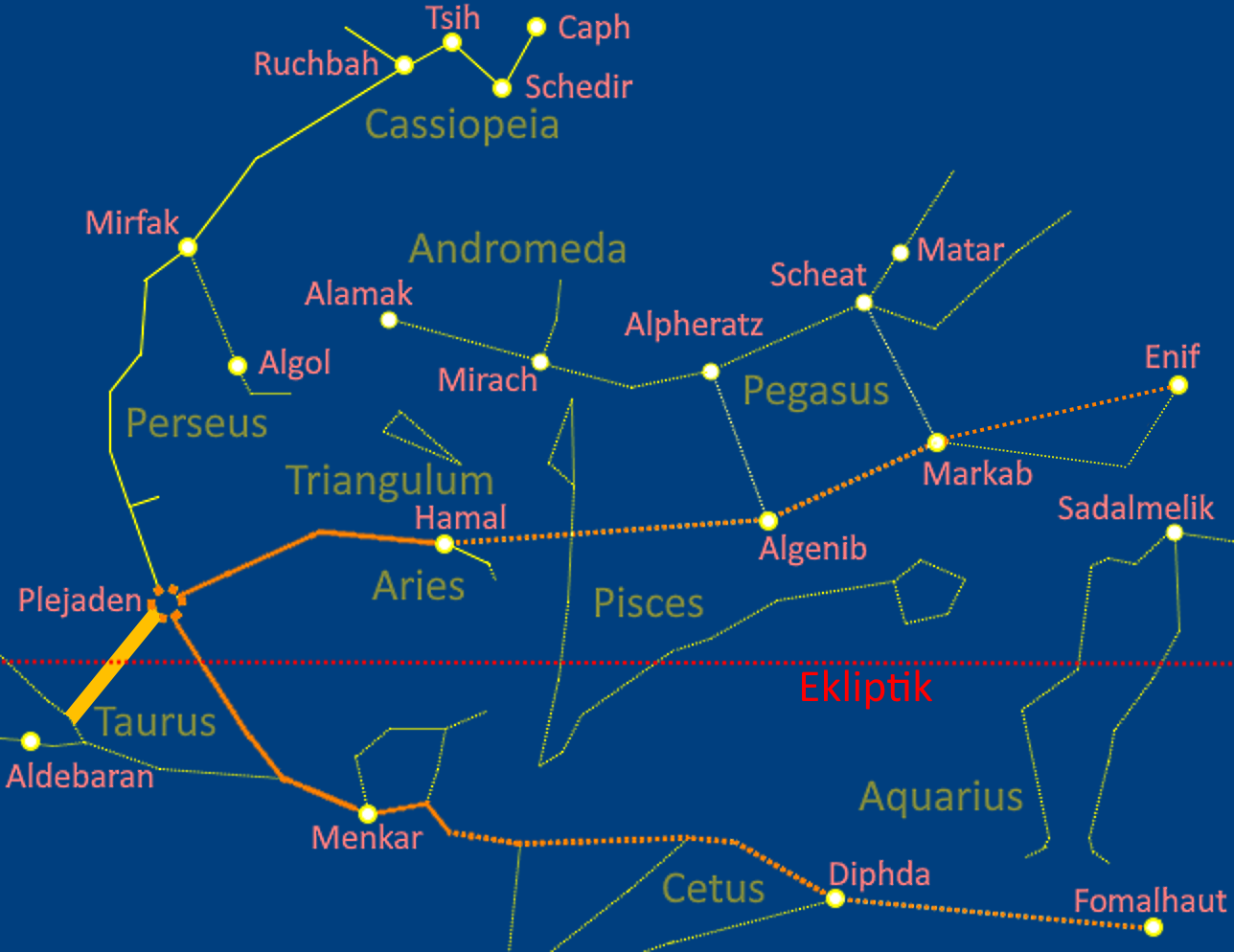
Westlich des Goldenen Tors der Ekliptik (goldener Balken links) gibt es auf der Ekliptik keine helleren Sterne. Die hellsten Sterne nördlich und südlich der Ekliptik bilden in Richtung Plejaden (arabisch Thuraya) eine Art Trichter (orangefarben), durch den alle Wandelgestirne in das Goldene Tor der Ekliptik zwischen Aldebaran und den Plejaden eintreten. Dies sind nördlich der Ekliptik die Sterne Hamal im Sternbild Widder (Aries) sowie Algenib, Markab und Enif im Sternbild Pegasus, und südlich der Ekliptik die Sterne Menkar und Diphda im Sternbild Walfisch (Cetus) sowie Fomalhaut im Sternbild Südlicher Fisch.
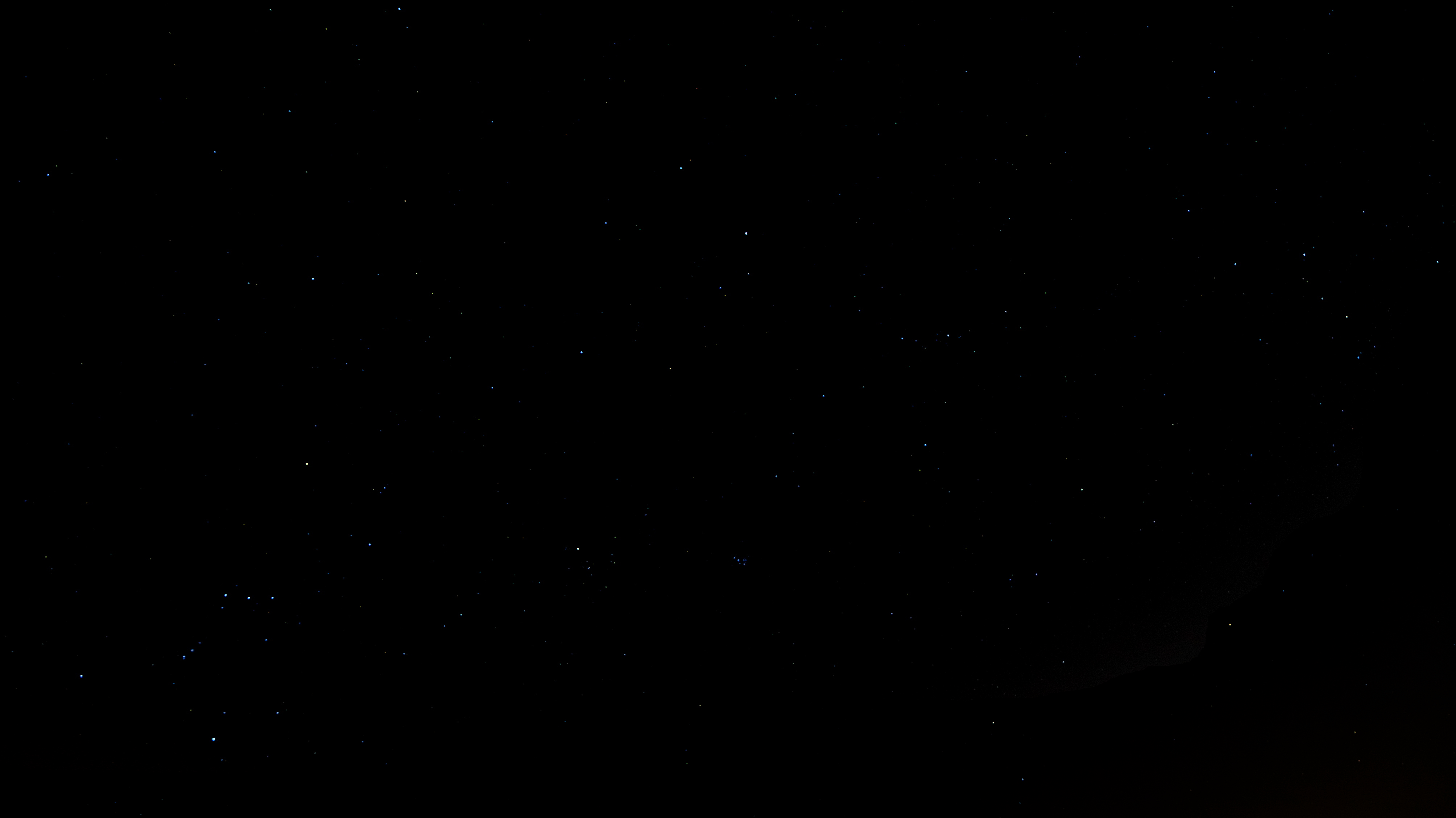
Aufnahme der Himmelsregion mit den Sternbildern Orion (links unten), Zwillinge (links oben),  Stier (Mitte unten), Fuhrmann (Mitte oben), Perseus (halb rechts), Cassiopeia (rechts oben) und Andromeda (rechts unten) mit dem horizontal ausgerichteten Goldenen Tor der Ekliptik unterhalb der Bildmitte: links die Hyaden mit Aldebaran und rechts die Plejaden.
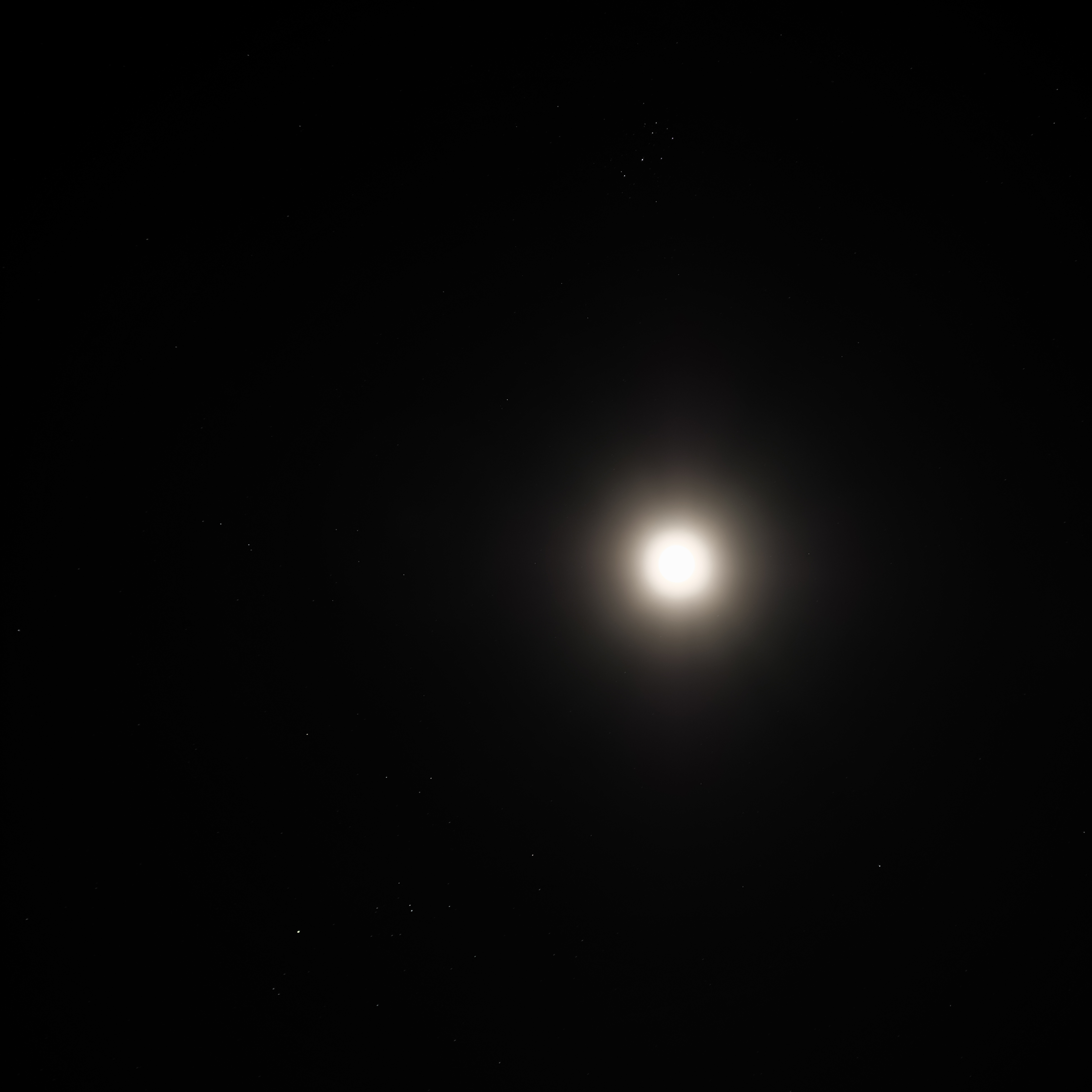
Aufnahme des Vollmonds im vertikal ausgerichteten Goldenen Tor der Ekliptik mit allen Fixsternen bis zur siebenten Größenklasse am südöstlichen Abendhimmel des 29. November 2020. Der Mond befindet sich bei einer südlichen ekliptikalen Breite von 2 Bogengrad und mit einer scheinbaren Helligkeit von -12m zwischen dem offenen Sternhaufen der Plejaden oben in der Mitte und dem Kopf des Sternbilds Stier (Taurus) mit dem hellen Stern Aldebaran und dem offenen Sternhaufen der Hyaden unten links.
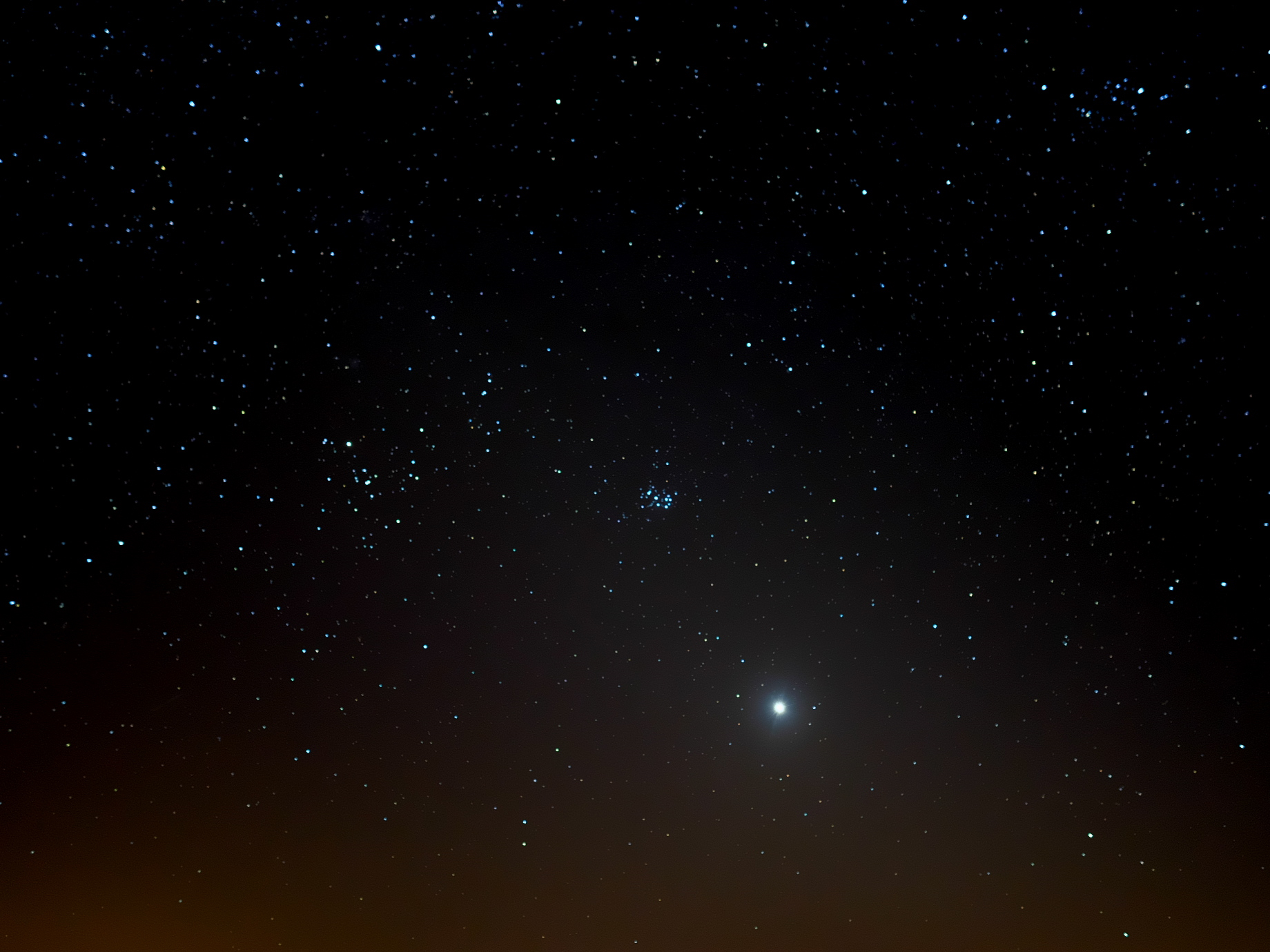
Der Planet Venus im Kegel des Zodiakallichts 8 Bogengrad über dem westlichen Horizont am 23. März 2020 bei einer nördlichen ekliptikalen Breite von 3,8 Bogengrad und einer scheinbaren Helligkeit von -4,2m. Dieser Zeitpunkt war elf Tage vor dem Erreichen des Goldenen Tors der Ekliptik mit den Plejaden am 3. April 2020.
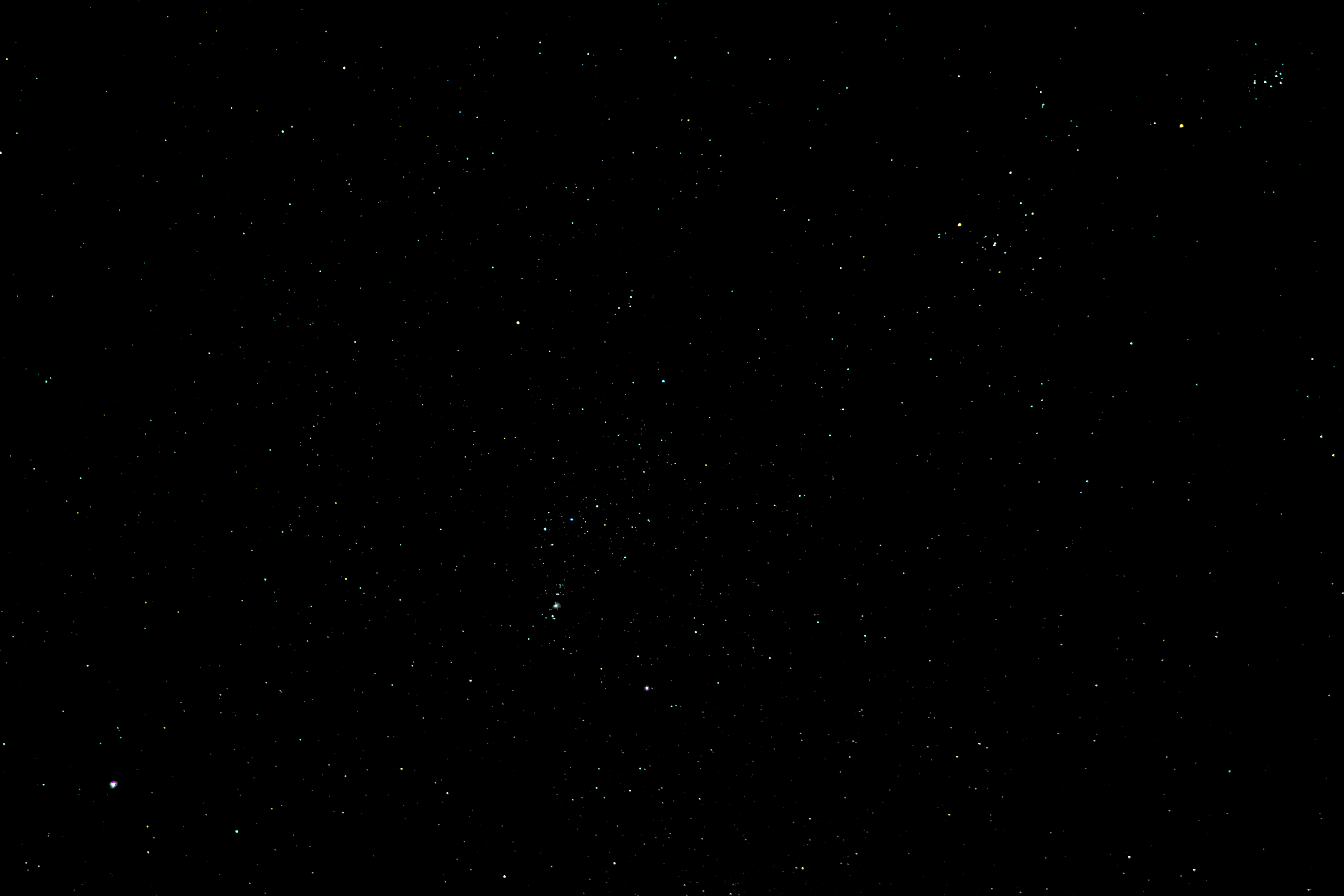
Von links unten nach rechts oben: Sirius (α Canis majoris), Sternbild Orion, Sternbild Stier mit dem offenen Sternhaufen der Hyaden, dem Planeten Mars exakt im Goldenen Tor der Ekliptik und dem offenen Sternhaufen der Plejaden.
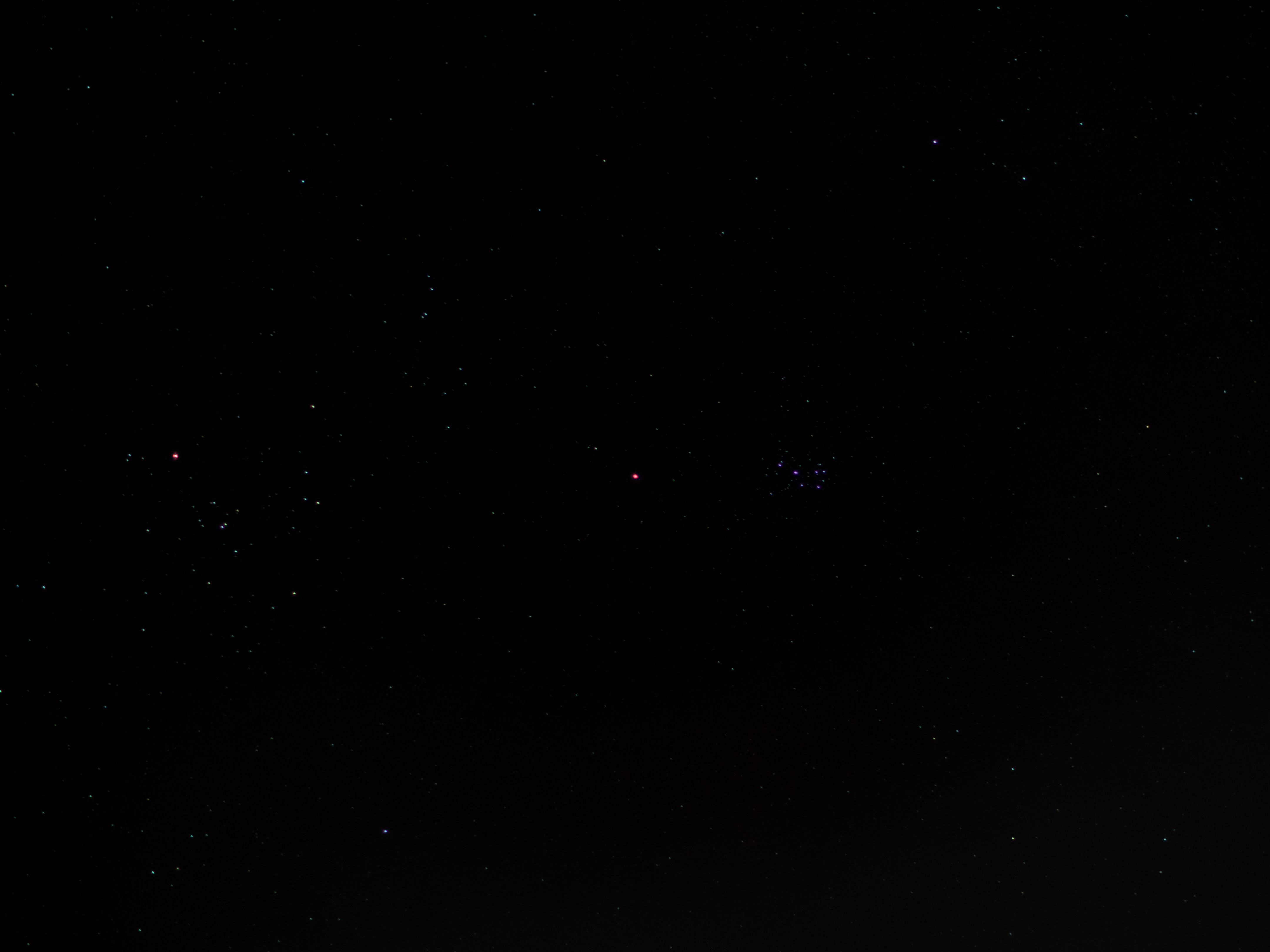
Der rote Planet Mars am 8. März 2021 im Goldenen Tor der Ekliptik bei einer nördlichen ekliptikalen Breite von 1,5 Bogengrad und mit einer scheinbaren Helligkeit von 1m.
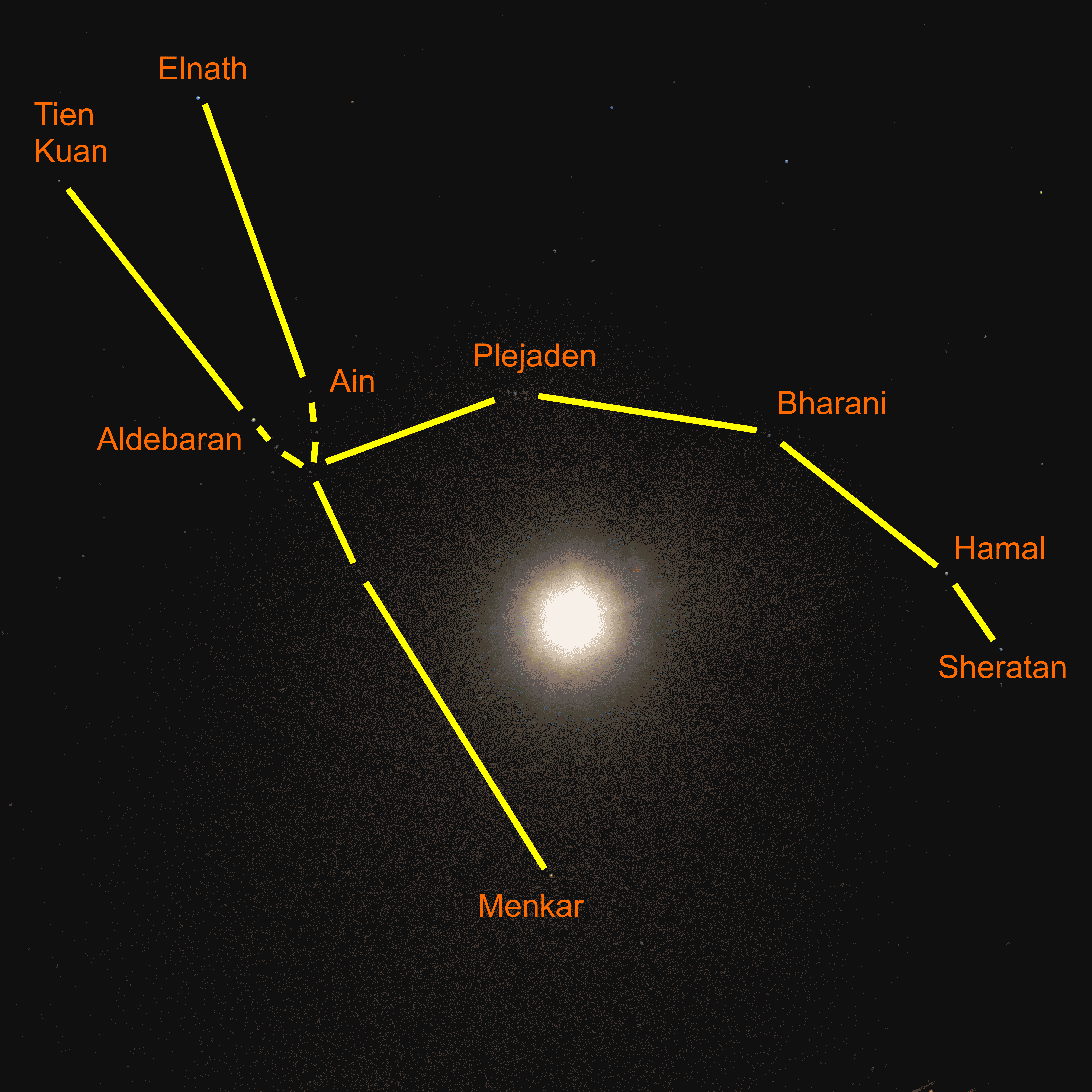
Astronomische Aufnahme mit dem Vollmond, dem eingeblendeten Stier-Asterismus und den Bezeichnungen der hellsten Sterne in der Himmelsregion der heutigen Sternbilder Stier (links oben), Walfisch (unten) und Widder (rechts). Die Ekliptik verläuft vom Trichter der Thuraya rechts unten durch das Goldene Tor der Ekliptik mit dem Bogen aus den Beinen und dem Körper des Himmelsstieres in der Bildmitte nach links oben durch die Mitte zwischen den Spitzen der Stierhörner. Die Ekliptiklinie kreuzt in etwa die Mittelpunkte der drei gedachten Verbindungslinien Menkar-Sheratan, Aldebaran-Plejaden und Tien Kuan-Elnath.